# Rollo Bay
Rollo Bay est une communauté du Canada situé dans le comté de Kings, sur l'Île-du-Prince-Édouard. Elle se trouve à l'ouest de Souris.